# Бакланово (посёлок, Кичменгско-Городецкий район)
Бакланово — посёлок в Кичменгско-Городецком районе Вологодской области.
Входит в состав Городецкого сельского поселения (с 1 января 2006 года по 1 апреля 2013 года входил в Сараевское сельское поселение), с точки зрения административно-территориального деления — в Сараевский сельсовет.
Расстояние до районного центра Кичменгского Городка по автодороге составляет 46 км. Ближайшие населённые пункты — Сивцево, Бакланово, Баклановская Мельница.
Население по данным переписи 2002 года — 59 человек (25 мужчин, 34 женщины). Всё население — русские.